# Markthalle (Hannover)

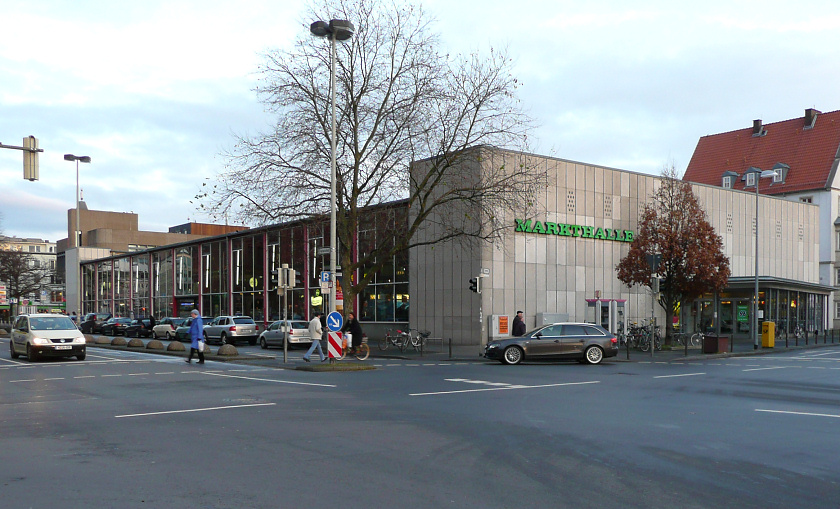
Heutige Markthalle von 1954

Die Markthalle Hannover ist eine Markthalle in Hannover, die 1954 in Betrieb genommen wurde und heute im Volksmund Bauch von Hannover heißt. Die Markthalle befindet sich gegenüber dem Alten Rathaus am Rande der Altstadt. Der hier 1892 errichtete Vorgängerbau wurde im Zweiten Weltkrieg bei den Luftangriffen auf Hannover 1943 weitgehend zerstört und später abgerissen.

## Geschichte
Ursprünglich wurden in Hannover landwirtschaftliche Produkte von den Bauern der Umgebung in die Stadt gebracht und auf öffentlichen Marktplätzen, wie dem Altstädter Marktplatz an der Marktkirche, verkauft. Märkte sicherten die ausreichende Versorgung der Stadtbevölkerung Hannovers mit Lebensmitteln. Ende des 19. Jahrhunderts ließen die gestiegenen Ansprüche an Hygiene Forderungen nach einer Regulierung der offenen Märkte aufkommen. Die Einwohnerentwicklung von Hannover, das 1875 mit über 100.000 Einwohnern zur Großstadt wurde, war stark steigend, so dass sich die Zahl der Händler immer weiter vergrößerte. Die Handkarren der Marktbeschicker in den Straßen um die Marktkirche behinderten den Straßenverkehr. Deswegen drängte die Königliche Polizeidirektion Hannover 1888 auf Abschaffung des Straßenmarktes. Noch im gleichen Jahr beschloss die Stadt den Bau einer städtischen Markthalle.

## Erste Halle

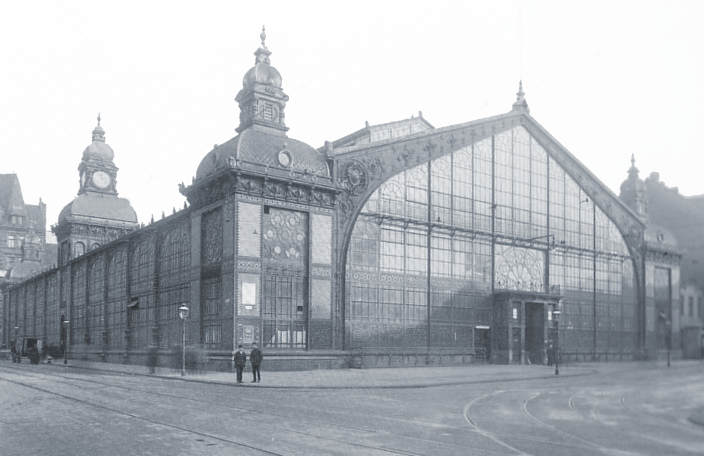
Vorgängerbau der Markthalle um 1892

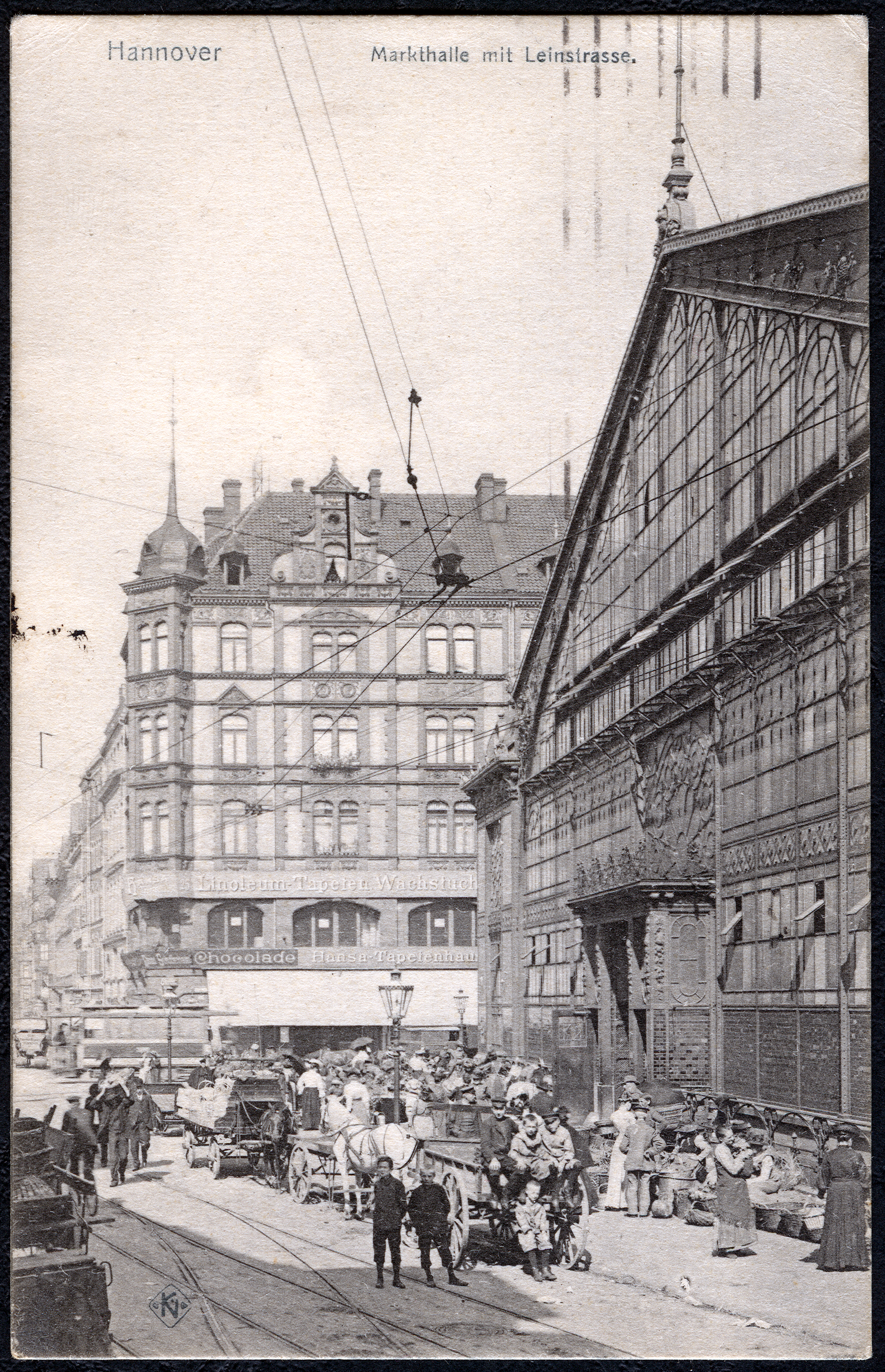
Treiben in der Leinstraße vor der Halle,
Ansichtskarte Serie 98, Nr. 13 von Knackstedt & Näther

Entworfen wurde die erste Markthalle von dem Architekten und Stadtinspektor Paul Rowald, dem die anlässlich der Pariser Weltausstellung 1889 gebaute Galerie des Machines als Vorbild diente. Entsprechend fiel der Bau als Eisen- und Glaskonstruktion mit gemauerten Seitenwänden aus. Die Konstruktion hatte eine Länge von 84 m, eine Breite von 48 m und eine Höhe von etwa 20 m. An den Ecken erhielt sie Türme. Bei ihrer Einweihung am 18. Oktober 1892 war die Markthalle in Hannover der größte Stahl- und Glasbau des Kaiserreichs, den anschließend 243 Händler bezogen. Bis 1929 führten Gleise der Straßenbahn (ÜSTRA) an die Südseite der Markthalle heran, über die Waren angeliefert wurden.
Während des Ersten Weltkriegs erweiterte die Stadt die Kühlräume unter der Markthalle, um Getreide und Lebensmittel für die Bevölkerung einzulagern. In der Markthalle wurden in städtischen Verkaufsstellen Grundnahrungsmittel billiger abgegeben.
Im Zweiten Weltkrieg wurde die Halle, bei einem Angriff der 8. US-Luftflotte, in den Mittagsstunden des 26. Juli 1943 durch Fliegerbomben zerstört. Die Keller mit den Kühlräumen blieben erhalten. Nach Kriegsende lief der Marktbetrieb in der zerstörten Halle mit provisorischen Verkaufsständen und Buden weiter.

## Zweite Halle
In den 1950er Jahren forderten 75.000 Bewohner von Hannover in einer Unterschriftensammlung den Wiederaufbau der Markthalle. Sie entstand 1954 nach Plänen des Architekten Erwin Töllner am Standort der zerstörten Markthalle. Es handelte sich um einen reinen Zweckbau. Der Bau trug ursprünglich die Bezeichnung „Neue Halle“, die Bevölkerung verlangte jedoch die alte Benennung Markthalle. Sie liegt zwischen der Lein-, Markt- und Karmarschstraße und ist seit 1975 mit der unterirdischen Station Markthalle/Landtag an die Stadtbahn Hannover angebunden.
Das Gebäude der am 14. Dezember 1955 fertiggestellten Markthalle wurde auf den teilweise sichtbaren denkmalgeschützten Grundmauern und Kellergewölben der historischen Markthalle weitergebaut und ist dadurch – ebenso wie das Gebäude des Niedersächsischen Landtages im Leineschloss – „ein nach dem Krieg weitergebautes Haus, das als Gesamtwerk unter Denkmalschutz steht.“
Heute verfügt die Markthalle über eine Verkaufsfläche von 4.000 m². An Werktagen werden an 73 Marktständen alle Arten von Lebensmitteln wie Gemüse, Wein, Wurst, Fleisch, Brotwaren, Fisch, Obst angeboten. Ebenso gibt es viele Stände mit warmem Essen, als deutsche Mahlzeiten und internationale Spezialitäten. Im Volksmund als Bauch von Hannover bezeichnet, ist die Markthalle ein beliebter Treffpunkt, um ein Glas Prosecco oder einen Cappuccino einzunehmen.
1997 ging die Markthalle von städtischen Besitz in eine private Betreibergesellschaft über, die eine Sanierung und Modernisierung durchführte.

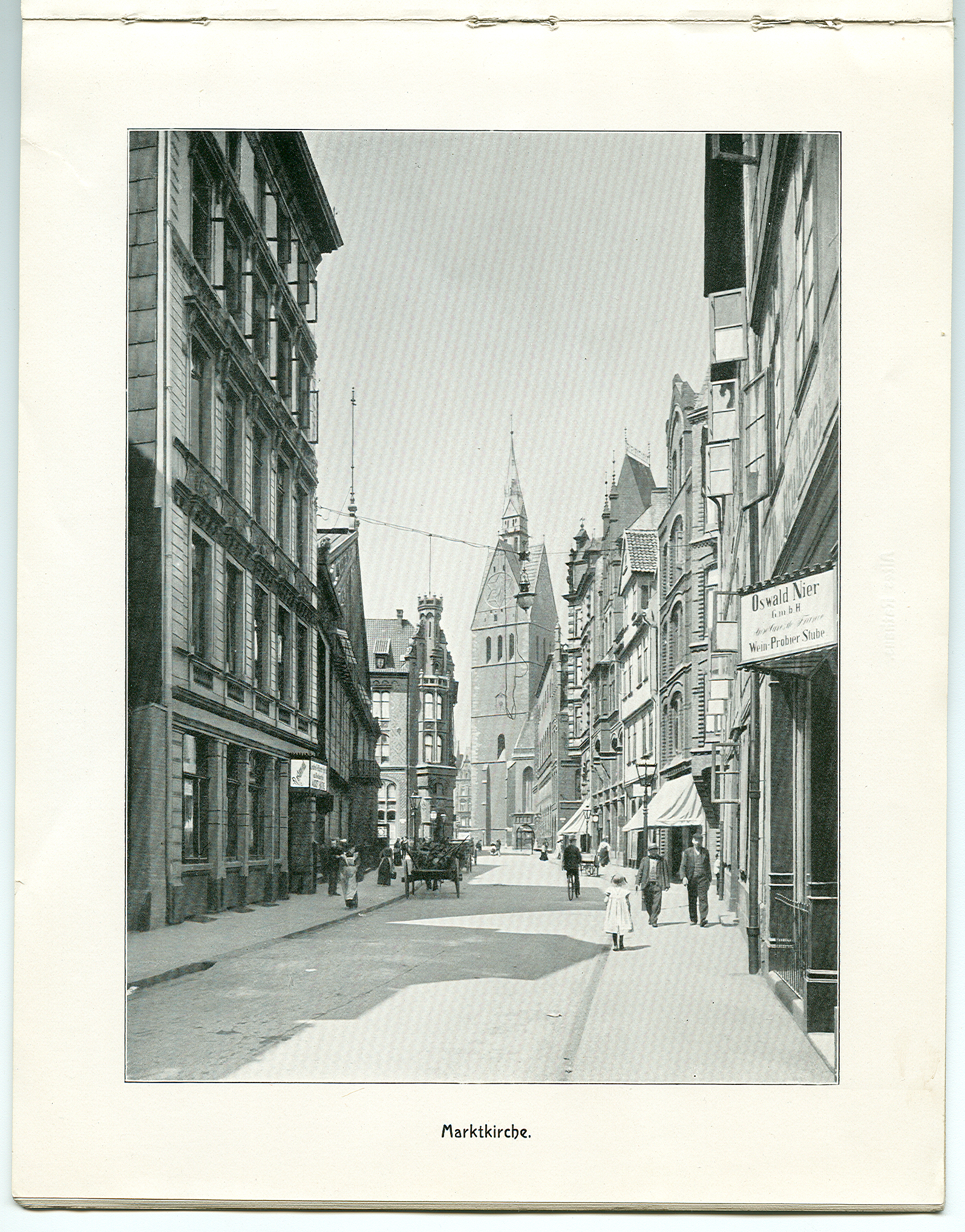
Köbelinger Straße mit Markthalle (2. Bau von links), Foto von Karl F. Wunder um 1900
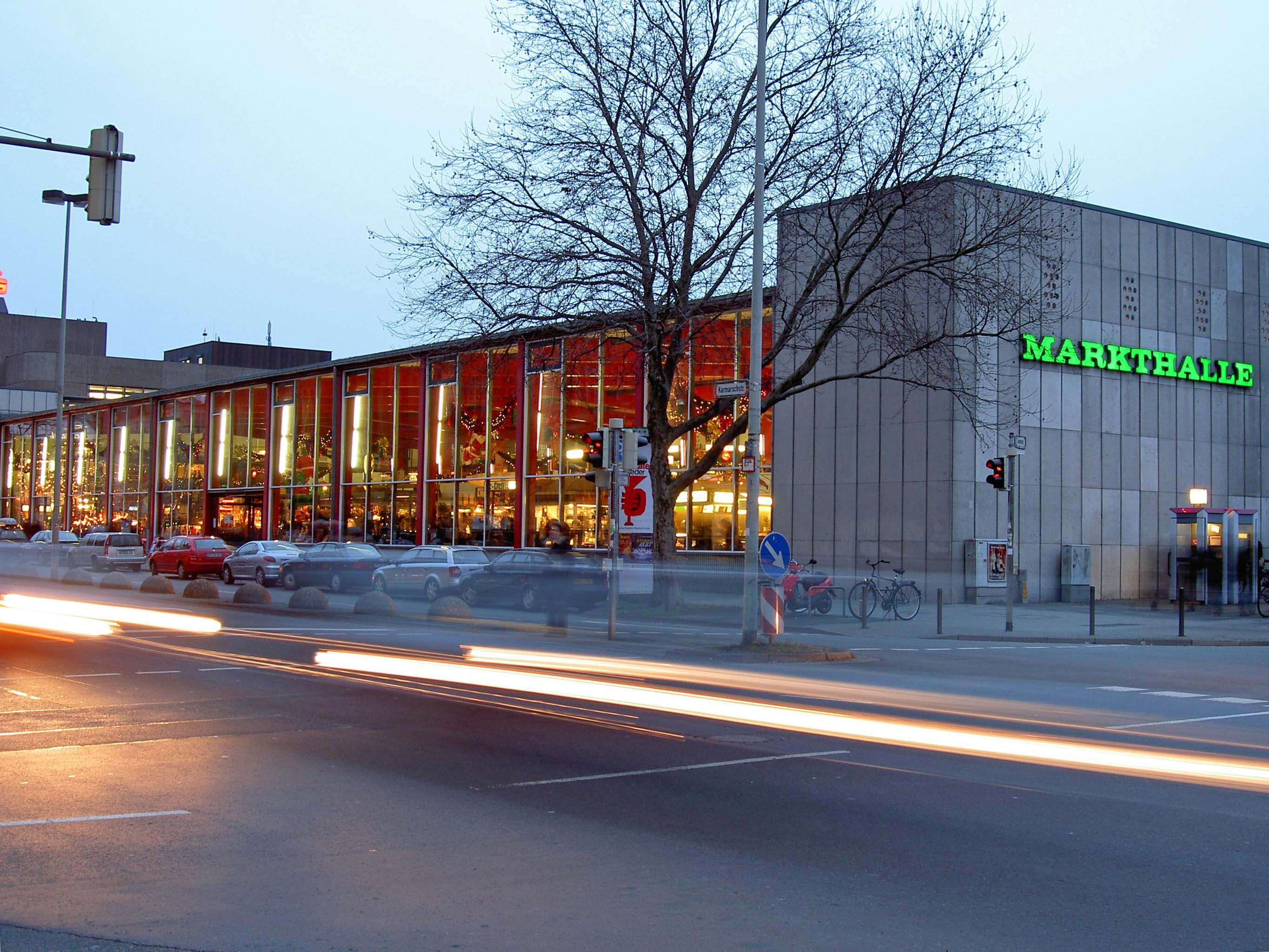
Markthalle in der Dämmerung
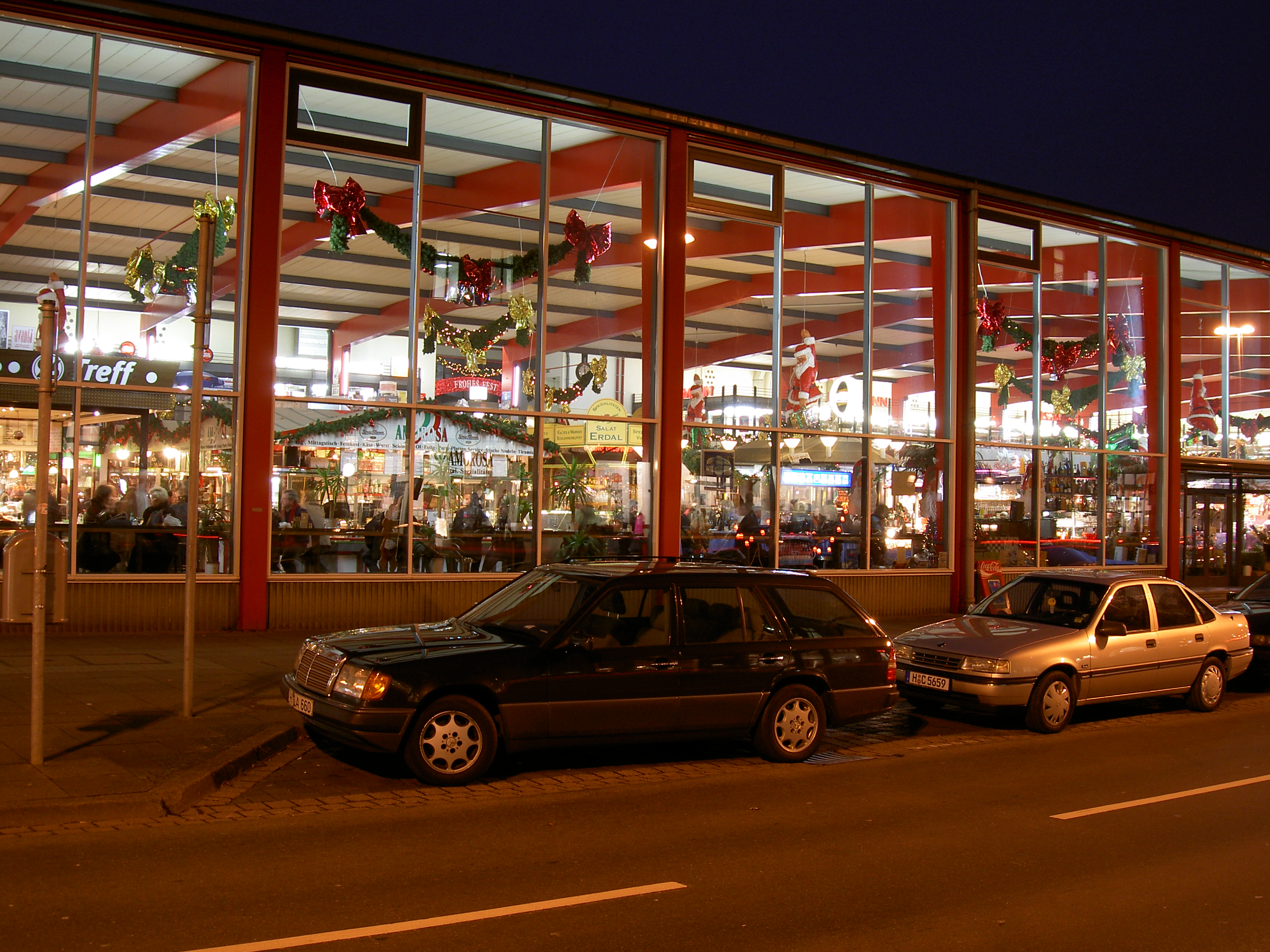
Blick in das Innere
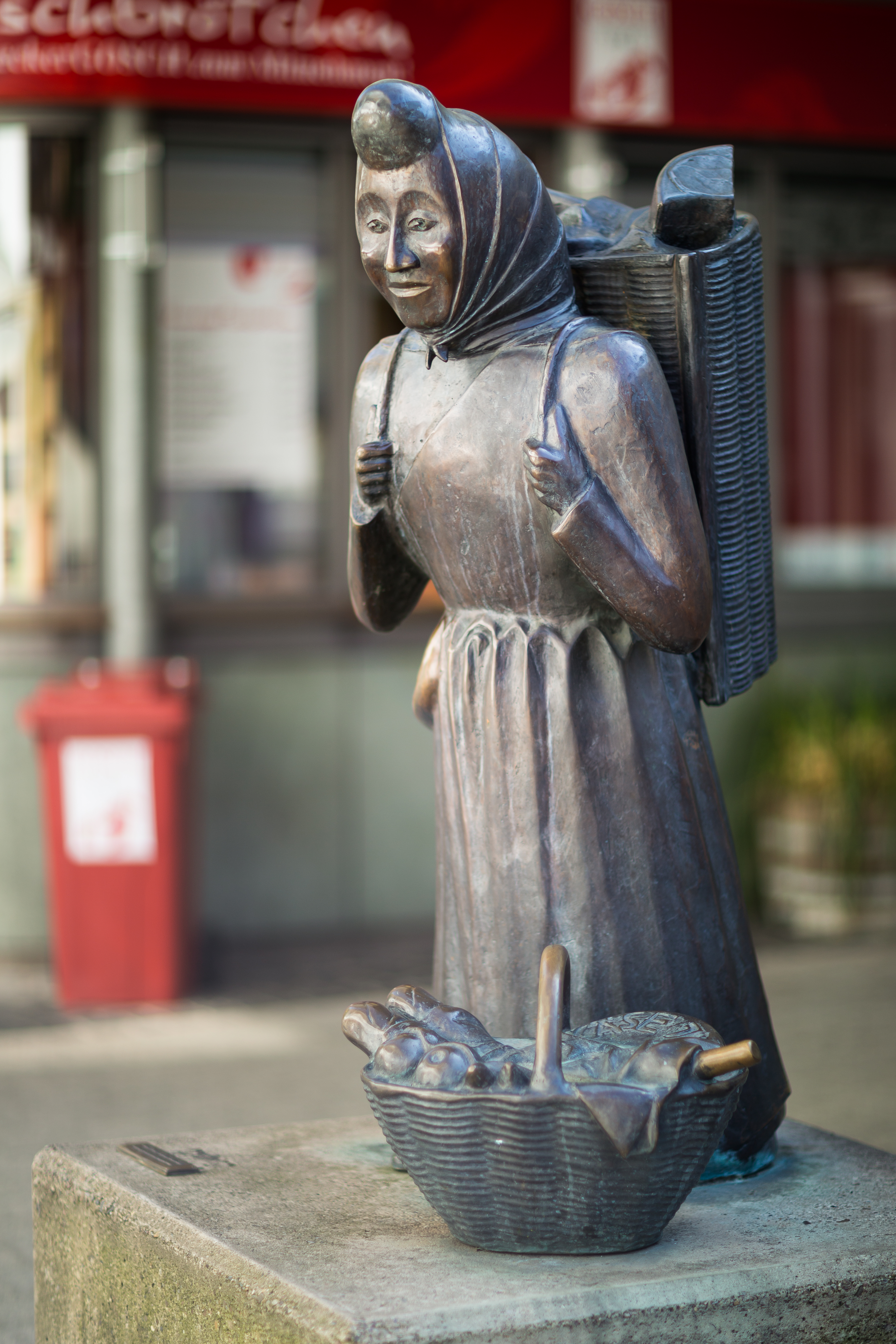
Denkmal für Karoline Duhnsen am Haupteingang

Als Original der Markthalle gilt Karoline Duhnsen (1906–2001), genannt Oma Duhnsen, aus Lindhorst. Sie reiste täglich aus dem Schaumburger Land an und verkaufte an einem Marktstand über 50 Jahre Fleisch- und Wurstwaren. Sie präsentierte sich in Schaumburger Tracht jährlich beim Ausmarsch der Schützen beim Schützenfest Hannover. Noch zu ihren Lebzeiten wurde ihr ein Denkmal vor dem Haupteingang der Markthalle errichtet, das sie mit Kiepe und Korb darstellt.

## U-Bahn-Station
Unter der Karmarschstraße vor der Markthalle befindet sich die U-Bahn-Station Markthalle/Landtag der A-Strecke der Stadtbahn Hannover. Hier verkehren die Linien 3 (Altwarmbüchen–Wettbergen), 7 (Misburg–Schierholzstraße–Wettbergen), 9 (Hauptbahnhof–Empelde) und 13 (Fasanenkrug–Hemmingen). Des Weiteren halten hier die Verstärkungszüge, die bei Großveranstaltungen in der HDI-Arena eingesetzt werden und zwischen den Stationen Hauptbahnhof und Stadionbrücke verkehren. Im Nachtsternverkehr hält hier auch die Linie 12 (Ahlem–Hauptbahnhof).
| Linie | Verlauf | Takt                                       |
| ----- | --- | ------------------------------------------ |
| 3     | Altwarmbüchen – Paracelsusweg – Noltemeyerbrücke – Vier Grenzen – Lister Platz – Hauptbahnhof – Kröpcke – Markthalle/Landtag – Waterloo – Allerweg – Bahnhof Linden/Fischerhof – Wallensteinstraße – Mühlenberger Markt – Wettbergen              | 10 min (werktags) 15 min (sonn-/feiertags) |
| 7     | Misburg – Schierholzstraße – Paracelsusweg – Noltemeyerbrücke – Vier Grenzen – Lister Platz – Hauptbahnhof – Kröpcke – Markthalle/Landtag – Waterloo – Allerweg – Bahnhof Linden/Fischerhof – Wallensteinstraße – Mühlenberger Markt – Wettbergen | 10 min (werktags) 15 min (sonn-/feiertags) |
| 9     | Hauptbahnhof – Kröpcke – Markthalle/Landtag – Waterloo – Schwarzer Bär – Lindener Marktplatz – Empelde | 10 min (werktags) 15 min (sonn-/feiertags) |
| 12    | Ahlem – Brunnenstraße – Leinaustraße – Am Küchengarten – Glocksee – Waterloo – Markthalle/Landtag – Kröpcke – Hauptbahnhof | Nachtsternverkehr: 60 min (fr–sa)          |
| 13    | Fasanenkrug – Noltemeyerbrücke – Vier Grenzen – Lister Platz – Hauptbahnhof – Kröpcke – Markthalle/Landtag – Waterloo – Allerweg – Bahnhof Linden/Fischerhof – Wallensteinstraße – Hemmingen                                                      | 10 min (werktags) 15 min (sonn-/feiertags) |

In der architektonischen Gestaltung mit roten Klinkern wurde Bezug genommen auf die Umgebung der Altstadt. 1995 wurden die tragenden Säulen der Station durch die Künstlerin Elvira Bach im Projekt „Column Painting“ mit weiblichen Motiven bemalt.